# 公平镇 (海丰县)
公平镇，是中华人民共和国广东省汕尾市海豐縣下辖的一个乡镇级行政单位。

## 行政区划
公平镇下辖以下地区：
长安社区居民委、长兴社区居民委、日兴社区居民委、南园社区居民委、新城社区居民委、新兴社区居民委、西坑社区居民委、后山村、龙岗村、笏雅村、新塘村、平新村、平一村、平二村、平三村、白山村、西山村、十三坑村、赤坭村、高北村、公一村、公二村、公三村、青围村、五联村、庵前村、下洞村、联和村、高联村和示仔村。